# Pietro Bertagnoli
Pietro Bertagnoli (* 22. August 1999 in Verona) ist ein italienischer BMX-Rennfahrer.

## Sportlicher Werdegang
Bertagnoli beteiligte sich in seiner Jugend seit 2013 an italienischen Meisterschaften und wurde 2016 in die Junioren-Nationalmannschaft berufen. Er blieb lange Zeit ohne bemerkenswerte Resultate, bevor er im BMX-Weltcup 2021 in der neu geschaffenen U23-Kategorie zwei Rennen in Sakarya gewann.
Im Elite-Weltcup erzielte Bertagnoli 2022 in Glasgow sein bestes Ergebnis mit einer Halbfinal-Teilnahme. Im Europacup erreichte er einmalig das Finale 2024 in Zolder. Bei italienischen Meisterschaften stand er regelmäßig im Finale, aber nie auf dem Podium. Seit 2023 fährt er für den BMX-Club im französischen Saint-Brieuc.
Seine besten internationalen Leistungen zeigt Bertagnoli bei den Europameisterschaften 2024 im heimischen Verona. Hier holte er mit dem italienischen Team Silber im Mannschaftszeitfahren und wurde im Einzelrennen Fünfter. Der italienische Verband nominierte ihn für das olympische BMX-Rennen 2024, wo er nur knapp das Finale verpasste und Neunter wurde.

## Erfolge
2021
zwei Weltcup-Siege (U23)
2024
 Europameisterschaften – Mannschaftszeitfahren (mit Giacomo Fantini und Martti Sciortino)